# Oramia rubrioides
Oramia rubrioides là một loài nhện trong họ Agelenidae.
Loài này thuộc chi Oramia. Oramia rubrioides được Henry Roughton Hogg miêu tả năm 1909.